# Campeonato Europeo de Piragüismo en Eslalon de 2022
El XXIII Campeonato Europeo de Piragüismo en Eslalon se celebró en Liptovský Mikuláš (Eslovaquia) entre el 26 y el 29 de mayo de 2022 bajo la organización de la Asociación Europea de Piragüismo (ECA) y la Federación Eslovaca de Piragüismo.
Las competiciones se realizaron en el Canal de Piragüismo en Eslalon Ondrej Cibák, ubicado junto al río Váh, al sudeste de la ciudad eslovaca.

## Medallistas

### Masculino
| Evento                 | Oro                                                                  | Plata                                                                 | Bronce                                                          |
| ---------------------- | -------------------------------------------------------------------- | --------------------------------------------------------------------- | --------------------------------------------------------------- |
| K1 individual (28.05)  | Jiří Prskavec · República Checa · 96,35 pts.                         | Giovanni De Gennaro · Italia · 97,67 pts.                             | Felix Oschmautz · Austria · 99,45 pts.                          |
| C1 individual (29.05)  | Benjamin Savšek Eslovenia 100,44                                     | Sideris Tasiadis · Alemania · 101,01                                  | Miquel Travé · España · 102,17                                  |
| K1 por equipos (26.05) | Jiří Prskavec · Ondřej Tunka · Vít Přindiš · República Checa · 99,40 | Michał Pasiut · Jakub Brzeziński · Dariusz Popiela · Polonia · 101,90 | Hannes Aigner · Noah Hegge · Stefan Hengst · Alemania · 101,47  |
| C1 por equipos (27.05) | Sideris Tasiadis · Franz Anton · Timo Trummer · Alemania · 107,94    | Grzegorz Hedwig · Kacper Sztuba · Michał Wiercioch · Polonia · 110,88 | Luis Fernández · Miquel Travé · Ander Elosegi · España · 112,39 |

### Femenino
| Evento                 | Oro                                                                        | Plata                                                                 | Bronce                                                                          |
| ---------------------- | -------------------------------------------------------------------------- | --------------------------------------------------------------------- | ------------------------------------------------------------------------------- |
| K1 individual (28.05)  | Stefanie Horn · Italia · Eliška Mintálová · Eslovaquia · 107,24 pts.       | —                                                                     | Mallory Franklin Reino Unido 110,29 pts.                                        |
| C1 individual (29.05)  | Mallory Franklin Reino Unido 113,35                                        | Marjorie Delassus Francia 115,07                                      | Tereza Fišerová · República Checa · 115,77                                      |
| K1 por equipos (26.05) | Camille Prigent Romane Prigent Emma Vuitton Francia 115,30                 | Kimberley Woods Mallory Franklin Megan Hamer-Evans Reino Unido 118,64 | Klaudia Zwolińska · Natalia Pacierpnik · Dominika Brzeska · Polonia · 121,23    |
| C1 por equipos (27.05) | Emanuela Luknárová · Zuzana Paňková · Soňa Stanovská · Eslovaquia · 131,13 | Laurène Roisin Marjorie Delassus Lucie Baudu Francia 132,57           | Gabriela Satková · Tereza Fišerová · Martina Satková · República Checa · 132,81 |

### Eslalon extremo
| Evento               | Oro                               | Plata                        | Bronce                    |
| -------------------- | --------------------------------- | ---------------------------- | ------------------------- |
| K1 masculino (29.05) | Jan Rohrer · Suiza                | Mario Leitner · Austria      | Felix Oschmautz · Austria |
| K1 femenino (29.05)  | Tereza Fišerová · República Checa | Mallory Franklin Reino Unido | Ajda Novak Eslovenia      |

## Medallero
| Núm. | País            | Oro | Plata | Bronce | Total |
| ---- | --------------- | --- | ----- | ------ | ----- |
| 1    | República Checa | 3   | 0     | 2      | 5     |
| 2    | Eslovaquia      | 2   | 0     | 0      | 2     |
| 3    | Reino Unido     | 1   | 2     | 1      | 4     |
| 4    | Francia         | 1   | 2     | 0      | 3     |
| 5    | Alemania        | 1   | 1     | 1      | 3     |
| 6    | Italia          | 1   | 1     | 0      | 2     |
| 7    | Eslovenia       | 1   | 0     | 1      | 2     |
| 8    | Suiza           | 1   | 0     | 0      | 1     |
| 9    | Polonia         | 0   | 2     | 1      | 3     |
| 10   | Austria         | 0   | 1     | 2      | 3     |
| 11   | España          | 0   | 0     | 2      | 2     |
|      | TOTAL           | 11  | 9     | 10     | 30    |